# Отношения между Гвинеей-Бисау и Китаем
Отношения между Китаем и Гвинеей-Бисау — двусторонние дипломатические отношения между Республикой Гвинея-Бисау и Китайской Народной Республикой.

## История
Отношения были установлены в 15 марта 1974 года, за несколько месяцев до обретения Гвинеей-Бисау независимости в сентябре 1974 года. 
26 мая 1990 года Гвинея-Бисау установила дипломатические отношения с Тайванем, а 31 мая Китай объявил о приостановлении дипломатических отношений с Гвинеей-Бисау. 
Разорвав отношения с Тайванем в 1998 году, Гвинея-Бисау восстановила отношения с КНР, 23 апреля того же года. 
В июне 2020 года Гвинея-Биссау была одной из 53 стран, поддержавших закон о защите национальной безопасности в Гонконге.

## Экономические отношения
Китай помогал государственным проектам Гвинеи-Бисау. После возобновления отношений в 1998 году, Китай сосредоточил свои проекты на расширении сельского хозяйства, жилищного строительства, рыболовства и производства электроэнергии.
После проведения первого Форума по китайско-африканскому сотрудничеству в 2000 году, КНР предоставил Гвинее-Бисау официальную помощь на сумму 113 млн долл. США.
В 2017 году Китай объявил, что вложит 184 миллиона долларов в строительство электростанции на биомассе.

### Торговля
По состоянию на 2002 год Гвинея-Бисау импортировала китайских товаров примерно на 4,5 млн долларов США. В 2010 году Китай объявил о создании фонда в размере 1 млрд долларов, предназначенного для увеличения торговли между КНР и португалоговорящими странами (в числе которых Гвинея-Бисау).
В 2019 году объем двусторонней торговли между Китаем и Гвинеей-Бисау составил 440 миллионов долларов США, увеличившись на 7,66% в годовом исчислении. Среди них Китай экспортировал 332 миллиона долларов США, увеличившись на 7,06% в годовом исчислении, и импортировал 88 миллионов долларов США, увеличившись на 10% в годовом исчислении.

## Отношения в области культуры, образования и медицины

### Культура и образование
В 1982 году правительства Китая и Гвинеи-Бисау подписали культурное соглашение.
Китай принимает студентов из Гвинеи-Бисау с 1977 года. В 2019 году в Китае насчитывалось 332 студентов из Гвинеи-Бисау.

### Медицина
Китай направляет медицинские бригады в Гвинею-Бисау с 1976 года и на момент сентября 2020 г., отправил 15 бригад по 230 человек. На момент сентября 2020 г., в Гвинее-Бисау работали 17 членов китайской медицинской бригады.
Во время вспышки эпидемии Эболы в Западной Африке в 2014 году Китай оказал Гвинее-Бисау чрезвычайную материальную и продовольственную помощь и направил трех экспертов общественного здравоохранения в Гвинею-Бисау для подготовки более 500 местных специалистов по профилактике эпидемии Эболы и борьбе с ней.

## ВопросЮжно-Китайского моря
Правительство Гвинеи-Бисау решительно поддерживает китайскую позицию по вопросу Южно-Китайского моря.